# Kosi (reka)
Kosi ali Koši je čezmejna reka, ki teče skozi Kitajsko, Nepal in Indijo. Odmaka severna pobočja Himalaje v Tibetu in južna pobočja v Nepalu. Od velikega sotočja pritokov severno od soteske Čatra naprej je reka Kosi znana tudi kot Saptakoši (nepalsko सप्तकोशी, saptakoshī) zaradi svojih sedmih zgornjih pritokov. Sem spadata reka Tamur, ki izvira iz območja Kangčendzenga na vzhodu, ter reka Arun in Sun Kosi iz Tibeta. Pritoki Sun Košija od vzhoda proti zahodu so Dudh Koši, Likhu Khola, Tamakoši, Bhote Koši in Indravati. Saptakoši prehaja v severni Bihar v Indiji, kjer se razveja v razvode, preden se združi z Gangesom blizu Kursele v okrožju Katihar. Kosi je tretji največji pritok Gangesa po izpustu vode za Karnali (Ghagahra) in Jamuno.
Reka Kosi je dolga 720 km in odmaka približno 74.500 km² površine v Tibetu, Nepalu in Biharju. V preteklosti je več avtorjev predlagalo, da je reka v zadnjih 200 letih premaknila svoj tok za več kot 133 km od vzhoda proti zahodu. Toda pregled 28 zgodovinskih zemljevidov iz let 1760 do 1960 je razkril rahel premik proti vzhodu za dolgo časa in da je bil premik naključen in v naravi nihajoč.
Porečje je obdano z grebeni, ki ga ločujejo od reke Yarlung Tsangpo na severu, Gandaki na zahodu in Mahanande na vzhodu. Reki se pridružijo glavni pritoki v pogorju Mahabharat približno 48 km severno od indo-nepalske meje. Pod Sivalikom je reka zgradila mega aluvialni stožec v obsegu približno 15.000 km², ki se je razdelil v več kot 12 različnih kanalov, vsi s spreminjajočimi se strugami zaradi poplav. Kamalā, Bāgmati (Kareh) sta glavna pritoka reke Kosi v Indiji, poleg manjših pritokov, kot je Bhutahi Balān.
Nestabilno naravo reke so pripisali moči, ki jo lahko pridobi, ko gre skozi strmo in ozko sotesko Čatra v Nepalu. Med monsunsko sezono pobere veliko obremenitev mulja, ki ga občasno ponovno odloži, zaradi česar spremeni strugo. To vodi do poplav v Indiji z izjemnimi posledicami. Ribištvo je pomembno podjetje na reki, vendar se ribolovni viri izčrpavajo in mladi odhajajo na druga področja dela.

## Geografija
Porečje reke Kosi zajema šest geoloških in podnebnih pasov, ki se razlikujejo po nadmorski višini od nad 8000 m do 95 m, ki obsegajo tibetansko planoto, Himalajo, himalajski srednjehribovski pas, pogorje Mahabharat, hribovje Sivalik in Tarai. Samo podporečje Dudh-Koši je sestavljeno iz 36 ledenikov in 296 ledeniških jezer. Porečje reke Kosi meji na porečje reke Tsangpo na severu, porečje reke Mahananda na vzhodu, porečje Gangesa na jugu in porečje reke Gandaki na zahodu. Osem pritokov porečja gorvodno od soteske Čatra vključuje od vzhoda proti zahodu:
- Reka Tamur s površino 6053 km² v vzhodnem Nepalu;
- Reka Arun s površino 33.500 km², večina je v Tibetu;
- Sun Kosi s površino 4285 km² v Nepalu in njegovih severnih pritokih Dudh Koši, Likhu Khola, Tama Koši, Bhote Koši in Indravati.

Trije glavni pritoki se srečajo v Triveniju, od koder se imenujejo Sapta Koši, kar pomeni 'Sedem rek'. Po tem, ko teče skozi sotesko Čatra, je Sapta Koši pod nadzorom jezu Koši, preden se izlije v Gangeško nižino.
Razlog za tako veliko, globoko sotesko je, da je reka predhodnica Himalaje, kar pomeni, da je obstajala pred njimi in se je utrdila, odkar se je začela dvigovati.
Vrhovi v porečju so Mount Everest, Kangčendzenga, Lhotse, Makalu, Čo Oju in Šišapangma. Porečje reke Bagmati tvori jugozahodni del celotnega porečja Kosi.
Aluvialni stožec Kosi je eden največjih na svetu. Prikazuje dokaze o bočnem premikanju kanalov, ki presega 120 km v zadnjih 250 letih, prek vsaj dvanajstih glavnih kanalov. Reka, ki je v 18. stoletju tekla blizu Purnee, zdaj teče zahodno od Saharse. Satelitska slika prikazuje stare kanale s sotočjem pred letom 1731 z reko Mahananda severno od Lave.

## Poplave
Reka Kosi je znana kot »Žalost Biharja«, saj letne poplave prizadenejo približno 21.000 km² rodovitnih kmetijskih zemljišč in s tem motijo podeželsko gospodarstvo. Ima povprečni vodni pretok (izpust) 2166 kubičnih metrov na sekundo.

## Projekt Kosi
Nacionalna politika nadzora nad poplavami leta 1954 (po katastrofalnih poplavah leta 1954 v velikem delu porečja reke Kosi) je načrtovala nadzor nad poplavami z vrsto jezov, nasipov in regulacijskih del. Projekt Kosi je bil tako zasnovan (na podlagi raziskav med letoma 1946 in 1955) v treh neprekinjenih med seboj povezanih fazah.
- Najprej, v Bhimnagarju bodo zgradili jez za zasidranje reke, ki je v zadnjih 250 letih migrirala približno 120 km proti zahodu in opustošila ogromen trakt v severnem Biharju ter zagotovila namakanje in oskrbo z energijo za Nepal in Indijo.
- V drugi fazi, pod in nad jezom bodo zgrajeni nasipi, ki bodo zadrževali reko znotraj opredeljenega korita.
- V tretji fazi, visok večnamenski jez je bil predviden v Nepalu pri Barakšetri, da bi zagotovil znatno blažitev poplav skupaj z velikimi koristmi za namakanje in energijo za obe državi.[16][17]

Temu je sledil sporazum Kosi med Nepalom in Indijo, podpisan 25. aprila 1954 in revidiran 19. decembra 1966, da bi obravnaval pomisleke Nepala. Nadaljnja pisma o izmenjavi k sporazumu med državama so opredelila dodatne sheme za zagotavljanje koristi namakanja. Medtem ko je prvi dve fazi načrta izvedla indijska vlada, je jez Kosi High, temelj celotnega načrta, zaradi različnih političnih razlogov še nekaj let onemogočal kakršno koli ukrepanje, a je bil od takrat oživljen z novim sporazumom, v spremenjeni obliki za nadaljnje preiskave in študije.

### Jez Kosi
Jez Kosi, imenovan tudi jez Bhimnagar, je bil zgrajen med letoma 1959 in 1963 in sega čez indo-nepalsko mejo. Gre za projekt namakanja, nadzora poplav in proizvodnje hidroenergije na reki Kosi, ki je bil zgrajen na podlagi dvostranskega sporazuma med Nepalom in Indijo: celotne stroške projekta je krila Indija. Porečje reke je 61.788 km² v Nepalu na mestu jeza. Najvišji vrhovi ležijo v njenem porečju. Približno 10 % je zasneženih. Vzhodni kanal in Zahodni kanal, ki potekata od jeza, sta bila zasnovana za zmogljivost izpusta 455 kubičnih metrov na sekundo za namakanje 6125 kvadratnih kilometrov in 210 kubičnih metrov na sekundo za namakanje 3566,1 kvadratnih kilometrov. Hidroelektrarna je bila zgrajena na vzhodnem kanalu, na padcu kanala (3,6 km  od jeza Kosi), za proizvodnjo 20 MW. Zahodni kanal Koši zagotavlja namakanje 250 kvadratnih kilometrov v Nepalu. Dragocen most čez jez je odprl cesto vzhod–zahod v vzhodnem delu Nepala.
Poplavni kanal, ki se začne pri Čatri, kjer reka Kosi izteče v nižavje, je bil zgrajen za namakanje 860 km² bruto površine v Nepalu. Projekt je bil prenovljen s pomočjo IDA, potem ko je leta 1976 projekt prevzel Nepal.

### Sistem nasipov Kosi
Jez Kosi z zemeljskimi jezovi čez reko, kot tudi pritočnimi nasipi in nasipi nad in pod reko omejuje reko, da teče znotraj nasipov. Na obeh straneh dolvodno od jezu so bili zgrajeni nasipi v dolžini 246 km , da bi preprečili gibanje reke proti zahodu. Nasipi so bili daleč drug od drugega, približno 12 do 16 km, da bi služili kot past mulja.

### Večnamenski projekt Sapta Koši (Indija-Nepal)
Vladi Indije in Nepala sta se dogovorili, da bosta izvedli skupne preiskave in druge študije za pripravo podrobnega poročila o projektu večnamenskega projekta visokega jezu Sapta Koši in Šeme skladiščenja in preusmeritve Sun Koši, da bi izpolnili cilje obeh držav glede razvoja hidroenergije, namakanje, nadzor in upravljanje poplav ter plovba. Kot je trenutno opisano, bi jez razselil približno 10.000 ljudi.
Predvideni so 269 metrov visok betonski ali s skalami napolnjen jez in dva kanala. Jez je na reki Sapta Koši s podzemno elektrarno, ki proizvaja 3000 MW pri 50-odstotnem faktorju obremenitve. Jez je načrtovan za Sapta Koši približno 8 km dolvodno od visokega jezu Sapta Koši za ponovno regulacijo preusmerjene vode. Kanal Vzhodni Čhatra in Kanal Zahodni Čhatra, odvod od mesta zajezitve za zagotavljanje vode za namakanje v Nepalu in Indiji ter plovba skozi Koši do Kursele in tudi v rezervoarju jezu Sapta Koši.
Obstoječa jezova Kosi pri Hanuman Nagarju z električnim kanalom je predlagana za prenos vode za namakanje iz vzhodnega kanala Čhatra in tudi vode, ki bo morda potrebna za plovbo navzdol. Da bi izkoristili višino, ki je na voljo med jezovoma Čhatra in Hanuman Nagar za proizvodnjo električne energije, so na kanalu električne energije predlagane tri kanalske elektrarne, vsaka z nameščeno zmogljivostjo 100 MW.
Dodatna skladiščna zmogljivost visokega jezu Sapta Koši bi bila zagotovljena za ublažitev poplav dolvodno. Sistem kanalov bi zagotovil namakanje velikih površin v Nepalu in Indiji, zlasti v Biharju. V Nepalu je bil ustanovljen skupni projektni urad (JPO) za preiskavo projekta.

## Kulturni pomen
Kosi so v Rigvedi imenovali tudi Kausika. Je glavni pritok Gangesa. Eden večjih pritokov Kosija je Arun, katerega velik del poteka v Tibetu. Ta reka je omenjena v epu Mahabharata kot Kausiki. Prej znan kot Kausiki, poimenovan po modrecu Viśvāmitri, ki naj bi na bregovih reke dosegel status Riši. Viśvāmitra je bil potomec modreca Kusike. Viśvāmitra je zaslužen za številne dobro znane vedske himne na bregovih reke Kosi, kjer je imel svoje puščavništvo – Mandala 3, Rigveda in Gāyatrī Mantra. Mantra Gāyatrī je zelo čaščena mantra, ki temelji na vedskem sanskrtskem verzu iz himne Rigvede (3.62.10).
Mantra je poimenovana po svojem vedskem merilniku gāyatrī kot:
1. verz lahko razlagamo tako, da prikliče deva Savitra, pogosto se imenuje Sāvitrī
2. recitaciji je tradicionalno pred oṃ in formula bhūr bhuvaḥ svaḥ, znana kot mahāvyāhṛti ("velika izjava"). Mantra Gayatri se v vedski literaturi zelo pogosto ponavlja in citira,
3. to je opevano v več dobro znanih klasičnih hindujskih besedilih, kot so Manusmṛti, Harivamsa in Bhagavad Gita.

Kosi je povezana s številnimi starodavnimi duhovnimi zgodbami. Omenjena je v delu Bal Kand Valmiki Ramayane kot Kausiki, ki je oblika, ki jo je prevzela Satjavati po njeni smrti. Satjavati je bila starejša sestra Viswamitre, potomke dinastije Kušak. V Markandeya Purani je Kosi opisana kot primarna sila. Zaradi nasilne narave Kosi med monsunsko sezono legenda pravi, da je Parvati, Šivina žena, potem ko je premagala demona Durga, postala znana kot bojevniška boginja Durga, ki se je spremenila v Kaushiki. V Ramajani je reka Ganges prikazana kot njena starejša sestra. Po epu Mahabharata je Bog smrti prevzel podobo ženske in prebiva na bregovih reke, da bi omejila rast prebivalstva. Kosi resonira s folkloro Mithile. Najpomembnejši upodobitvi folklore Kosi sta Kosi kot popolnoma brezskrbna devica in polna energije ter kot razočarana žena starega puščavnika Richeeka, ki tava po Himalaji. Kosi se kliče tudi kot mati - 'Kosi Ma'. Te slike zajamejo protislovje, ki je neločljivo povezano z reko Kosi kot virom življenja in smrti, blaginje in uničenja; mati in očarljiva devica.
Je tudi rešilna bilka regije Mithila, ki se danes razprostira na več kot polovici indijske zvezne države Bihar. Je predmet legend in folklore regije; legenda o Mithili se razteza čez mnoga stoletja. Mithila je tudi ime sloga hindujske umetnosti, ustvarjenega na tem območju.

## Zavarovana območja
V Nepalu sta dve zaščiteni območji v porečju reke Kosi.

### Narodni park Sagarmatha
Narodni park Sagarmatha obsega zgornja porečja sistema reke Dudh Koši. Park pokriva površino 1148 km² in sega od 2845 m do 8848 m na vrhu Mount Everesta. Park, ustanovljen leta 1976, je bil leta 1979 razglašen za Unescov seznam svetovne dediščine. Pokrajina v parku je razgibana in jo sestavljajo gorski vrhovi, ledeniki, reke, jezera, gozdovi, alpsko grmičevje in travniki. Gozdovi so sestavljeni iz sestojev hrasta, modrega bora, jelke, breze, brina in rododendrona. Park nudi življenjski prostor snežnim leopardom, rdečim pandam, mošusnim jelenom, himalajskim tahram in 208 vrstam ptic, vključno z impejanskim fazanom, bradatim jastrebom, snežnim petelinom in rumenokljunim kljunom.
Približno 3500 Šerp živi v vaseh in sezonskih naseljih ob glavnih turističnih poteh. Turizem v regiji se je začel v zgodnjih šestdesetih letih prejšnjega stoletja. Leta 2003 je na to območje prispelo približno 19.000 turistov.

### Rezervat divjih živali Koši Tappu
Rezervat divjih živali Koši Tappu je na poplavnih ravnicah reke Saptkoši v vzhodnem Taraiju. Pokriva površino 175 km², ki jo sestavljajo travišča in rečni gozdovi khair-sissoo. Ustanovljen je bil leta 1976, leta 1987 pa je bil razglašen za ramsarsko območje. Rezervat zagotavlja življenjski prostor za čitale, divje prašiče, nilgavu (Boselaphus tragocamelus), gaura, gladkodlako vidro (Lutrogale perspicillata), šakala, 485 vrst ptic, vključno s 114 vrstami vodnih ptic, 200 vrst rib, 24 vrst plazilcev in 11 vrst dvoživk. Zadnja preživela populacija divjih vodnih bivolov (Bubalus arnee) v Nepalu je najdena v rezervatu, pa tudi gangeškega rečnega delfina (Platanista gangetica), močvirsko jerebico (Ortygornis gularis) in rdečkaste prinije (Laticilla burnesii). Majhna populacija kritično ogrožene bengalske jerebice (Houbaropsis bengalensis) je prisotna ob reki Koši. Obstajajo tudi zapisi o pticah Saxicola insignis in Ploceus megarhynchus. V rezervatu gnezdi Schoenicola striatus. Rezervat skupaj z jezom Koši je bil opredeljen kot eno od 27 pomembnih območij za ptice v Nepalu.